# Bokermannohyla lucianae
Bokermannohyla lucianae és una espècie de granota endèmica del Brasil.